# 転ばぬ咲のtwo way
『転ばぬ咲のtwo way』（ころばぬさきのツーウェイ）は、2010年10月9日から2011年4月まで超!A&G+で配信されていたラジオ番組。『A&G REQUEST デジスタ』に内包（18:30 - 18:45放送）。

## パーソナリティー
- 転少女
- 藤田咲

### コーナー
妄想外伝
妄想力が豊かな二人がさらなる妄想力を身につけ、極上の妄想劇場（フリートーク）を行うコーナー。
企画コーナー（不定期）
パーソナリティー二人が歩調を合わせるコーナー。
ふつおた
送られてきたふつおたを紹介するコーナー。

### テーマソング
わんわんお にゃんにゃんお
歌:転少女

## 関連商品
- 転ばぬ咲のtwo way主題歌 「すぱいらる」（2010年11月24日発売）
- DJCD「DJCD版 転ばぬ咲のtwo way」（2011年1月11日発売）

## 備考
- 第23回に当たる2011年3月5日放送分は「デジスタ」の番組編成上の都合で通常より45分早い17:45頃 - 18:00頃の配信に時間変更となる。
- また、2011年3月12日配信予定分は東日本大震災発生に伴う「デジスタ」の生配信取りやめに伴い当番組の時間は第22回（同年2月26日）配信分の再配信に変更して配信された。この影響で第24回以降の配信は当初の配信スケジュールより1週ずつずれて配信されていた。